# 존슨 우주 센터

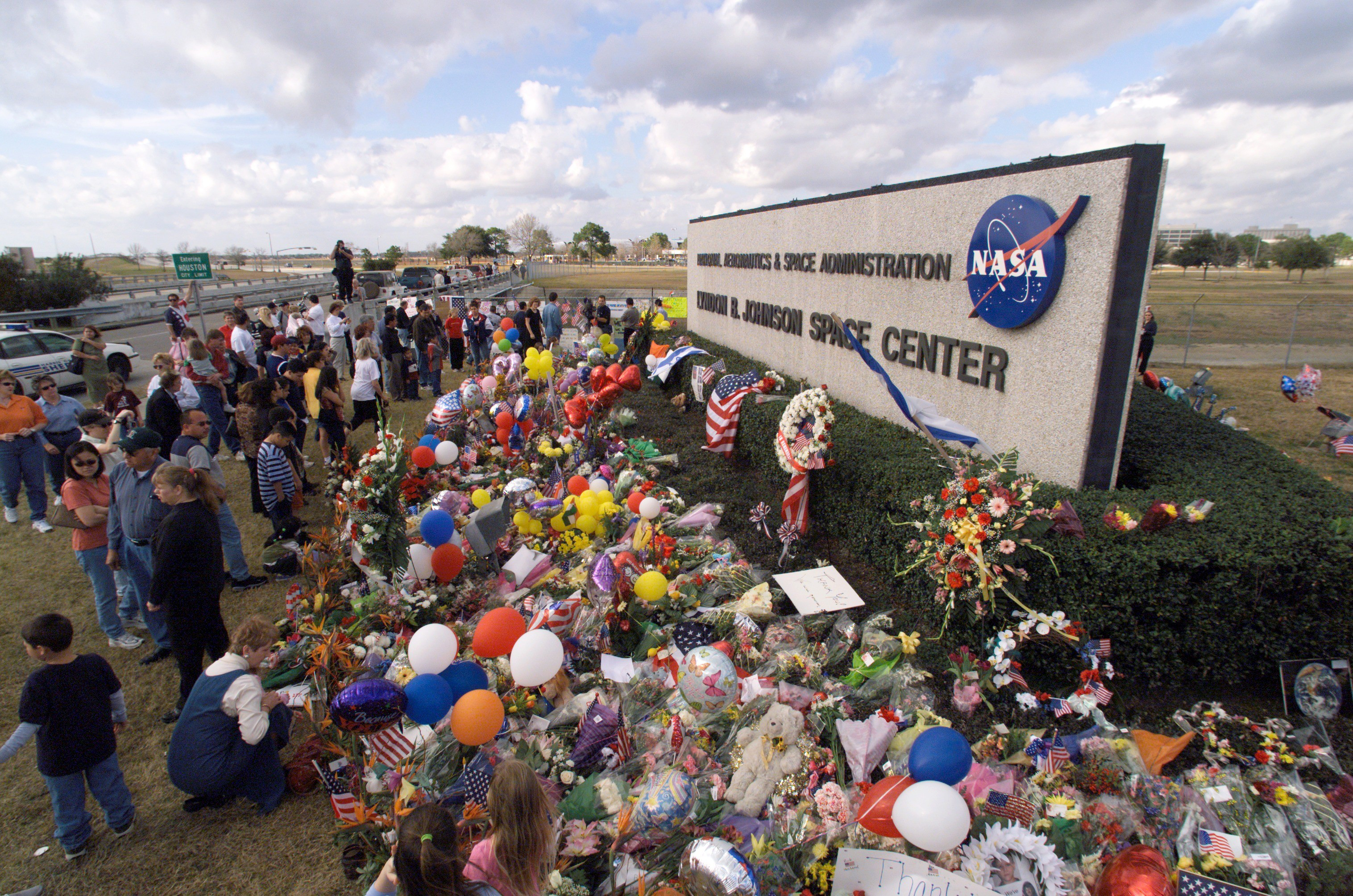
2003년 2월 1일, 존슨 우주 센터 앞에서 컬럼비아 우주왕복선 공중분해 사고를 추모하고 있는 사람들

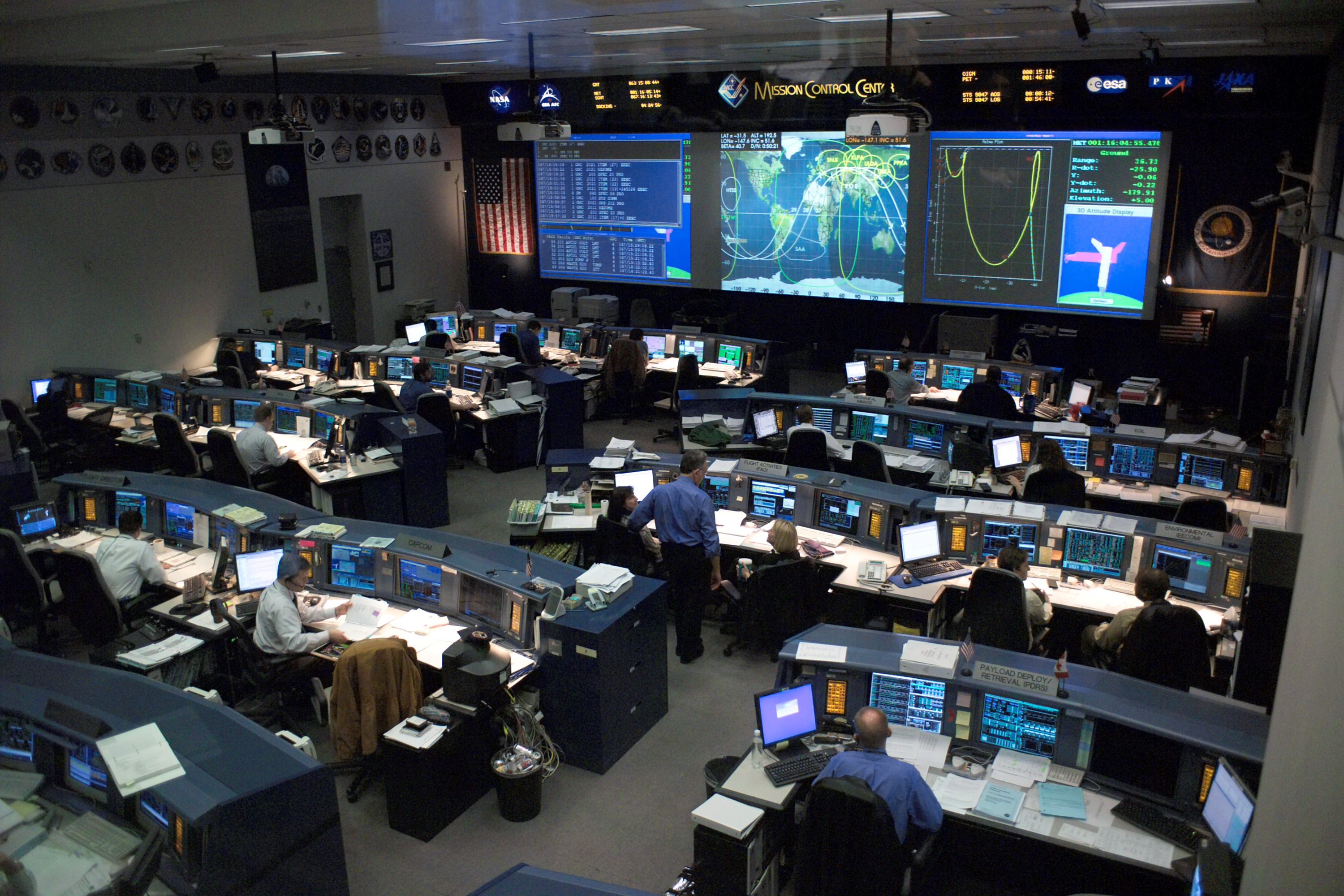
2004년 촬영된 존슨 우주 센터의 미션 컨트롤 센터

린든 B. 존슨 우주 센터(Lyndon B. Johnson Space Center)는 미국 텍사스주 휴스턴에 있는 우주 센터이다. 미국의 모든 유인 우주 계획을 총괄하는 본부로서 미국 항공우주국에서 운영한다. 1961년 11월 1일에 설립되어, 1964년에 미국유인우주선계획의 본부가 되었다. 1969년 7월에 우주비행사들의 첫 번째 달착륙을 지휘한 이곳은 미국의 우주비행사를 훈련시키는 총본부이기도 하다. 유인우주선이 케이프커내버럴에서 발사되면, 이곳의 지상관제센터에서 그 우주선의 비행을 조정한다. 이 곳에 있는 공학자들은 우주선을 설계하고, 개발하며, 완성시키는 일을 감독한다. 또 기지에 있는 특수한 연구실에서는 우주공간이나 달에서 일어나는 큰 온도의 변화, 우주의 진공 상태, 비행할 때의 흔들림 따위를 재현한다.

## 같이 보기
- 유리 가가린 우주비행사 훈련 센터